# 索爾索納主教座堂

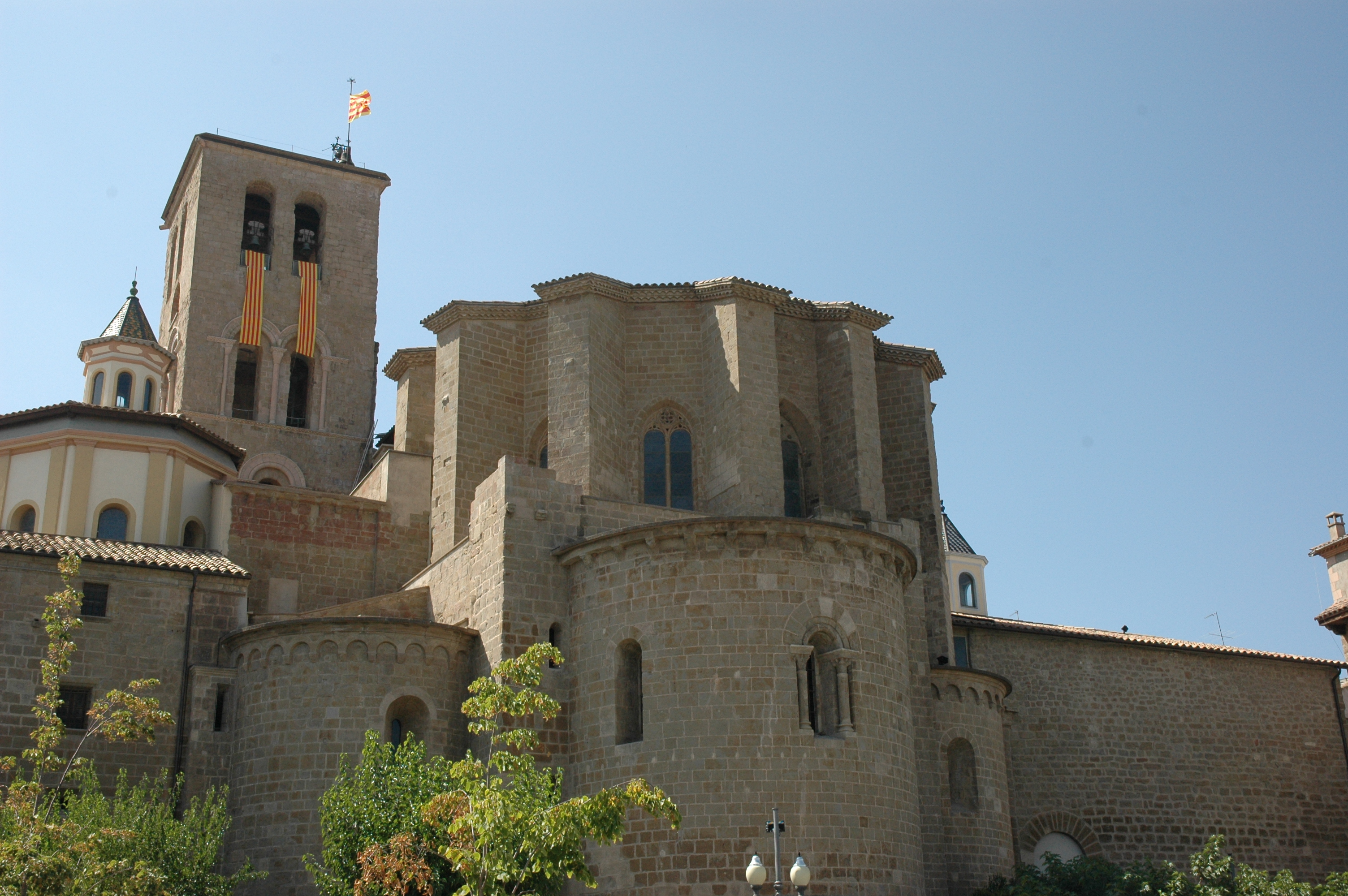

索爾索納主教座堂（Solsona Cathedral）是位於西班牙城市索爾索納的一座羅馬天主教的主教座堂。教堂始建於12世紀。